# Paul Ellering
Pour les articles homonymes, voir Ellering.
Paul Ellering (né le 22 août 1953 à Melrose, Minnesota) est un catcheur (lutteur professionnel) et manager de catch américain. 
Il arrête sa carrière de catcheur dans les années 1980 à la suite d'une blessure au genou et devient manager. Il y connait le succès en s'occupant notamment des Road Warriors / Legion of Doom. C'est d'ailleurs en tant que manager de cette équipe qu'il entre au WWE Hall of Fame en 2011 puis au Professional Wrestling Hall of Fame and Museum en 2011.

## Jeunesse
Ellering étudie à l'université d'État du Dakota du Sud et s'y fait connaitre en tant qu'haltérophile en battant en 1976 le record du monde du Soulevé de terre dans la catégorie des 220 lb (100 kg) avec 746.25 lb (339 kg).

## Carrière de catcheur

### American Wrestling Association (1984-1986)
Ellering s'entraîne auprès de Verne Gagne pour devenir catcheur et fait son premier combat à l'American Wrestling Association (AWA) le 25 décembre 1977.
En 1979, il est enfin mis en avant en devenant le rival de Jesse Ventura.

### National Wrestling Alliance (1986-1990)
Le 28 novembre 1986 lors d'un show de la NWA à Richmond, il gagne avec Animal contre Bobby Eaton & Dennis Condrey. Le 28 décembre 1986, il gagne avec Road Warrior Animal contre Bobby Eaton & Dennis Condrey. Lors des NWA Great American Bash 1997 (4 et 31 juillet), Animal, Dusty Rhodes, Hawk, Nikita Koloff & Paul Ellering battent Arn Anderson, J. J. Dillon, Lex Luger, Ric Flair & Tully Blanchard au cours de Wargames matchs. Le 14 janvier 1989, il perd avec The Road Warriors contre Lex Luger, Michael Hayes & Rick Steiner. Le 19 mai 1990 à NWA Capitol Combat, il bat Teddy Long au cours d'un Hair vs Hair match.

### World Wrestling Entertainment (1990-1998)
Lors de shows de la WWF du 30 juillet, 31 juillet, 2 août et 3 août 1992, Paul Ellering et The Road Warriors battent Beau Beverly, Blake Beverly & The Genius,,,.
Le 18 octobre 1998 à WWE Judgment Day 1998, il effectue son dernier match à la WWF en perdant avec 8-Ball & Skull contre Animal, Droz & Hawk. 

### Retour à la World Wrestling Entertainment (2016-2018)

#### WWE NXT (2016-2018)
Il fait son retour à la WWE le 8 juin lors de NXT Takeover: The End en observant ses deux nouveaux poulains, The Authors of Pain (Akam et Rezar), attaquer American Alpha. Il accompagne The Authors of Pain lors de leurs matchs de 2016 à 2018.

#### Raw et départ (2018)
Le 9 avril à Raw, après un premier match triomphant des Authors of Pain à Raw contre Heath Slater et Rhyno, il est exclu du groupe par Akam et Rezar.

## Catcheurs et équipes managés
- The Road Warriors
- Jake Roberts
- Arn Anderson
- Matt Borne
- King Kong Bundy
- Jos LeDuc
- The Spoiler
- The Iron Sheik
- Abdullah the Butcher
- Buzz Sawyer
- Killer Karl Krupp
- The Disciples of Apocalypse
- The Authors of Pain (Akam & Rezar)

## Palmarès
- Continental Wrestling Association
  - 1 fois AWA Southern Heavyweight Champion
  - 1 fois AWA Southern Tag Team Champion avec Sheik Ali Hassan

- International Wrestling Alliance
  - 1 fois IWA Tag Team Champion avec Terry Latham

- National Wrestling Alliance
  - NWA Legends Hall of Heroes (2016)

- Professional Wrestling Hall of Fame and Museum
  - Hall of Fame 2011

- World Wrestling Entertainment
  - WWE Hall of Fame (2011)